# زوسترا دماغه
زوسترا دماغه (نام علمی: Zostera capensis) نام یک گونه از سرده نواری است.